# シャントゥンゴサウルス
シャントゥンゴサウルス（Shantungosaurus　「山東のトカゲ」の意味）は、中国山東省にある王氏層の白亜紀後期の地層（辛格庄累層）から発見されたハドロサウルス科サウロロフス亜科に属する恐竜の属の一つである。

## 特徴

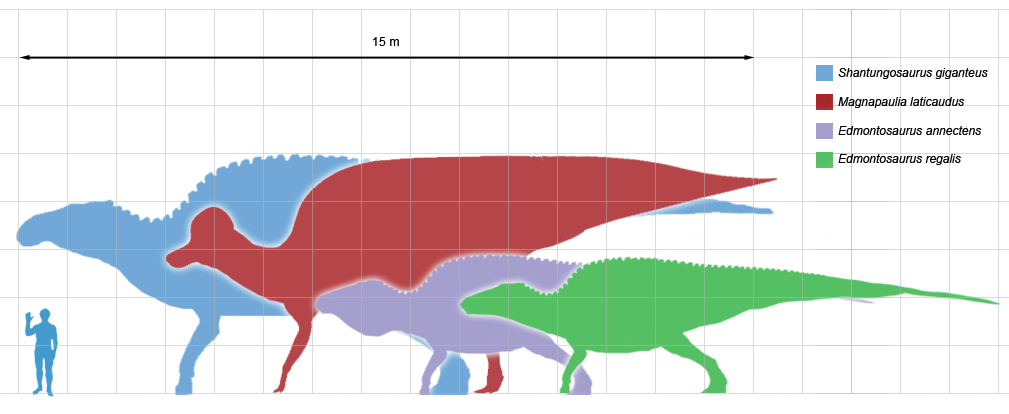
シャントゥンゴサウルス(青)と他の大型鳥脚類との大きさ比較

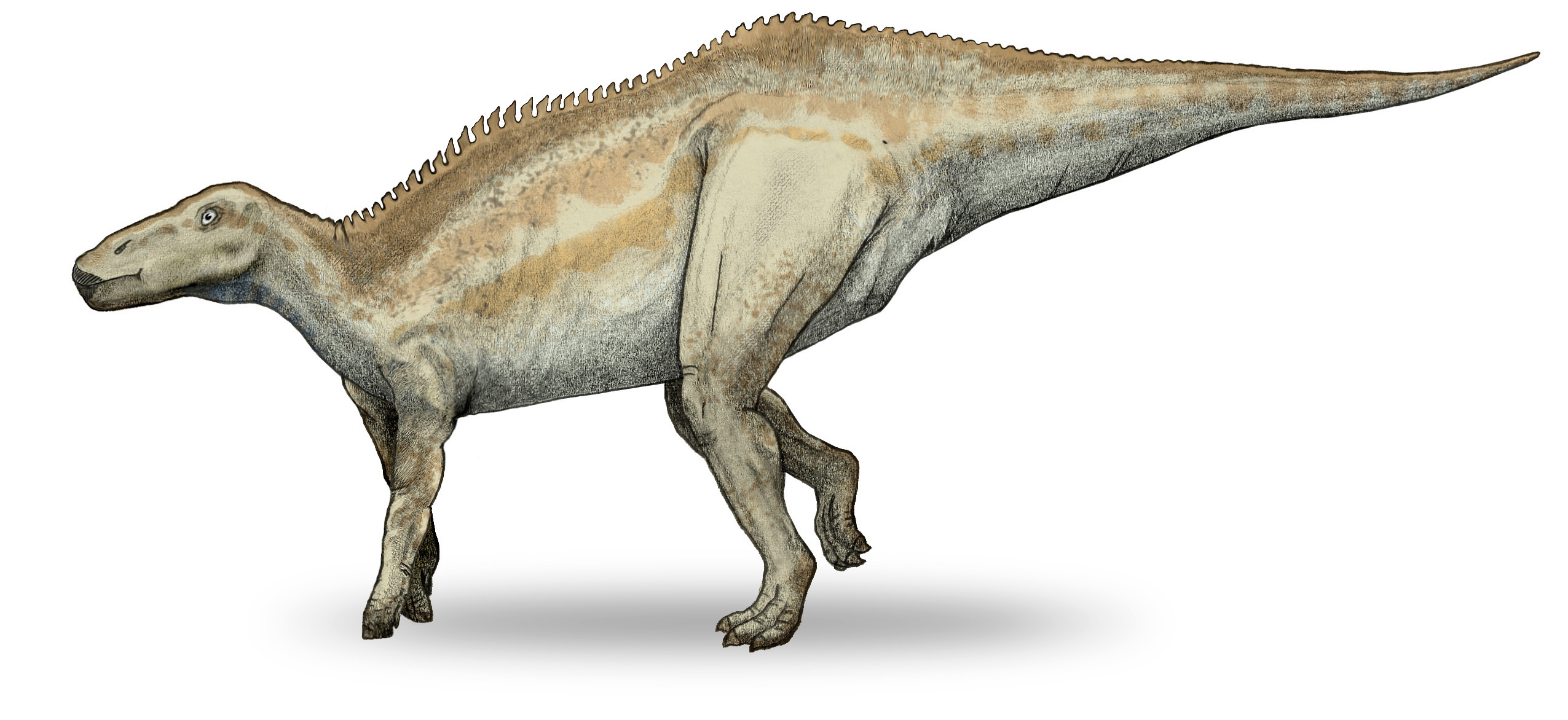
復元図

シャントゥンゴサウルスは最大の鳥盤類の一つであり、ホロタイプの頭骨は長さ1.63 mで、北京の中国地質学研究所に展示される復元骨格では体長約15 mであり、また元は"Zhuchengosaurus maximus"とされていた別の標本では約17 mである。最大の個体では体重は16tほどであった。全てのハドロサウルス類と同じくくちばしには歯がないが、顎には約1500個の小さな頬歯があった。鼻孔近くに大きな穴があり、おそらくゆるいたぶで覆われ、膨らませて音を出していたと推定される。最も大きい鳥盤類。

## 発見と種
シャントゥンゴサウルスは1973年に初めて記載され、5つ以上の不完全な骨格が知られている。中国の古生物学者徐星らは山東省で発見された新たな標本に基づきシャントゥンゴサウルスはエドモントサウルスによく似ており、多くの固有の特徴を共有し、エドモントサウルス-シャントゥンゴサウルス-クレードのアジアのノードを形成しているとしている。山東省で発見されたいくつかの個体の標本には頭骨、肢の骨、椎骨が含まれている。これらの標本は2007年に新属新種Zhuchengosaurus maximus に分類された 。しかし、その後の研究によりZhuchengosaurus を特徴付ける独自の特徴は単に成長段階の違いによるものであることが判った。

## 参照
1. ↑  Hu Chengzhi; Cheng Zhengwu; Pang Qiping; and Fang Xiaosi (2001) (Chinese). Shantungosaurus giganteus. Beijing: Geological Publishing House. pp. 123–135 [English abstract]. ISBN 7-116-03472-2
2. ↑  Glut, Donald F. (1997). “Shantungosaurus”. Dinosaurs: The Encyclopedia. Jefferson, North Carolina: McFarland & Co. pp. 816–817. ISBN 0-89950-917-7
3. 1 2  Zhao, X.; Li, D.; Han, G.; Hao, H.; Liu, F.; Li, L.; and Fang, X. (2007). “Zhuchengosaurus maximus from Shandong Province”. Acta Geoscientia Sinica 28 (2):  111–122. doi:10.1007/s10114-005-0808-x.
4. ↑  Horner, John R.; Weishampel, David B.; and Forster, Catherine A (2004). “Hadrosauridae”. In Weishampel, David B.; Dodson, Peter; and Osmólska, Halszka (eds.). The Dinosauria (2nd ed.). Berkeley: University of California Press. pp. 438–463. ISBN 0-520-24209-2
5. ↑  『小学館の図鑑NEO 新版 恐竜』株式会社小学館、2016年3月2日、110,145頁。
6. ↑  Ji, Y., Wang, X., Liu, Y., and Ji, Q. (2011). "Systematics, behavior and living environment of Shantungosaurus giganteus (Dinosauria: Hadrosauridae)." Acta Geologica Sinica (English Edition), 85(1): 58-65. doi:10.1111/j.1755-6724.2011.00378.x

- Dong Zhiming (1992). Dinosaurian Faunas of China. China Ocean Press, Beijing. ISBN 3-540-52084-8
- Mallam (2003). Encyclopedia of Dinosaurs. Parragon Publishing, UK 157.